# Svetovno prvenstvo v hokeju na ledu 2018
Svetovno prvenstvo v hokeju na ledu 2018 je 82. svetovno prvenstvo v hokeju na ledu. Vodila ga je Mednarodna hokejska zveza. 46 držav je bilo razporejenih v 4 različne divizije. Tekmovanje je tudi služilo kot kvalifikacije za Svetovno prvenstvo v hokeju na ledu 2019.

## Elitna divizija
Tekmovanje je potekalo med 4. in 20. majem 2018 v Københavnu in Herningu, Danska.
Končni vrstni red
| 1. Švedska 2. Švica 3. ZDA 4. Kanada 5. Finska 6. Rusija 7. Češka 8. Latvija | 1. Slovaška 2. Danska 3. Nemčija 4. Francija 5. Norveška 6. Avstrija 7. Belorusija — izpad v Divizijo I A 8. Južna Koreja — izpad v Divizijo I A |

## Divizija I
| Divizija I A — končni vrstni red 1. Združeno kraljestvo — napredovanje v elitno divizijo 2. Italija — napredovanje v elitno divizijo 3. Kazahstan 4. Madžarska 5. Slovenija 6. Poljska — izpad v Divizijo I B | Divizija I B — končni vrstni red 1. Litva — napredovanje v Divizijo I A 2. Japonska 3. Estonija 4. Ukrajina 5. Romunija 6. Hrvaška — izpad v Divizijo II A |

## Divizija II
| Divizija II A — končni vrstni red 1. Nizozemska — napredovanje v Divizijo I B 2. Avstralija 3. Srbija 4. Kitajska 5. Belgija 6. Islandija — izpad v Divizijo II B | Divizija II B — končni vrstni red 1. Španija — napredovanje v Divizijo II A 2. Nova Zelandija 3. Izrael 4. Severna Koreja 5. Mehika 6. Luksemburg — izpad v Divizijo III |

## Divizija III
| Divizija III — končni vrstni red 1. Gruzija — napredovanje v Divizijo II B 2. Bolgarija 3. Turčija 4. Kitajski Tajpej 5. Južna Afrika 6. Hongkong — izpad v kvalifikacije za Divizijo III |